# Amphiura nociva
Amphiura nociva är en ormstjärneart som beskrevs av Jean Baptiste François René Koehler 1904. Amphiura nociva ingår i släktet Amphiura och familjen trådormstjärnor. Inga underarter finns listade i Catalogue of Life.